# Демократы 21-го века
 Демократы 21-го века (Д21) (нидерл. Democraten van de 21e eeuw) — политическая партия в Суринаме. Лидер партии Соевато Моестаджа.

## История
Партия Демократы 21-го века была создана 12 марта 2000 года в результате раскола в Партии национального единства и солидарности. На выборы 2005 года партия шла в составе коалиции «А-комбинация». Несмотря на то, что коалиции удалось пройти в Национальную ассамблею Суринама, Демократы 21-го века не получили ни одного места в парламенте. Д21 пытались получить пост министра сельского хозяйства, животноводства и рыбного хозяйства, но им было отказано. После этого в 2008 году Демократы 21-го века официально покинули коалицию «А-комбинация».